# Nagynyulas
Nagynyulas (románul Milaș, németül Hasendorf) település Romániában, Beszterce-Naszód megyében.

## Fekvése
A megye déli részén, Besztercétől délre található, a Mezőség keleti felében.

## Története
Először 1315-ben jelentkezik a forrásokban, Nyulas néven. Középkori magyar lakosságát idővel románok váltották fel.
A trianoni békeszerződésig Kolozs vármegye mezőőrményesi járásához tartozott. 1940-ben a második bécsi döntés következményeként visszakerült, Magyarországhoz, ekkor az ismét létrehozott Maros-Torda vármegyéhez került. 1944-től máig Románia része.

## Lakossága
1910-ben 1491 főből 1402 román, 80 magyar, 6 német, 3 egyéb anyanyelvű volt.
2002-ben 659 lakosából 574 román, 82 cigány, 3 magyar volt.

## Híres emberek
- Itt született Iuliu Hossu (1885 – 1970) görögkatolikus püspök, bíboros.